# Manurqa
Manurqa o Minurqa (àrab: منورقة, Minūrqa o Manūrqa) és el nom que els musulmans van posar a Menorca a partir de l'adhesió al Califat de Còrdova impulsada per Issam al-Khawlaní el 903 i fins al final del regnat d'Abu-Úmar ibn Saïd el 1287. Formava part de les Illes Orientals d'al-Àndalus.
L'únic centre urbà de l'illa va ser l'actual Ciutadella, que anomenaven Madínat al-Jazira (àrab: مدينة الجزيرة, Madīnat al-Jazīra, ‘Ciutat de l'Illa’) o Madínat Manurqa (àrab: مدينة منورقة, Madīnat Minūrqa o Madīnat Manūrqa, ‘Ciutat de Menorca’). La major part dels habitants hi vivia dispersa en petites comunitats de granges organitzades sots una estructura tribal. La població estava constituïda per una complexa mescla ètnica d'amazics, àrabs i descendents dels indígenes d'època postalaiòtica, tot i que també hi havia una quantitat considerable d'individus negres i mestissos.
Quan Alfons III d'Aragó va conquerir l'illa, la majoria de musulmans que hi residien van ser esclavitzats i venuts en els mercats d'esclaus d'Eivissa, València i Barcelona. Solament es va permetre de romandre-hi a un centenar.